# First Strike for Spiritual Renewance
First Strike for Spiritual Renewance es el primer y hasta la fecha único, álbum de estudio de la banda noruega de thrash metal, Dead to this World.

## Lista de temas
1. "I, The Facilitator" – 02:47
2. "Night of the Necromancer" – 03:52
3. "Shadows of the Cross" – 02:53
4. "Goatpower" – 03:46
5. "1942" – 04:24
6. "Into the Light (Baphomet Rising)" – 04:27
7. "Unholy Inquisition" – 03:49
8. "To Free Death Upon Them" – 04:11
9. "Hammer of the Gods" – 07:35

## Créditos
- Iscariah – voces, guitarra y bajo
- Kvitrafn – Batería